# Gogangra laevis
Gogangra laevis es una especie de peces de la familia Sisoridae en el orden de los Siluriformes.

## Morfología
Los machos pueden llegar alcanzar los 8 cm de longitud total.
Número de  vértebras: 32-35.

## Hábitat
Es un pez de agua dulce y de clima tropical.

## Distribución geográfica
Se encuentran en Asia:  cuencas de los ríos Yamuna y Meghna (cuenca del Brahmaputra en Bangladés ).